# Avere la coda di paglia
Avere la coda di paglia è un modo di dire che significa non avere la coscienza tranquilla ed avere paura di essere scoperti.

## Origine e uso

### Prima versione
Secondo una ricostruzione l'espressione deriva da una favola che narra di una volpe cui una tagliola mozzò la coda. La bestiola si vergognava così tanto, deturpata nella sua eleganza, che gli altri animali, suoi amici, decisero di farle una coda di paglia. La coda era così bella che, chi non sapeva della disgrazia, non avrebbe mai potuto sospettare fosse finta. Ma un giorno un gallo si lasciò scappare il segreto e la notizia della volpe con la coda di paglia arrivò fino all’orecchio dei contadini. Conoscendo il punto debole della volpe, questi accesero dei fuochi vicino ai pollai, perché non potesse più rubare i loro polli. La volpe sapeva che la paglia prende fuoco facilmente e, per paura di bruciarsi, non si avvicinò più ai pollai. 
Da questa fiaba deriva l'espressione “avere la coda di paglia”, che significa temere ogni tipo di critica per un comportamento, o un difetto, su cui si teme che gli altri possano infierire. Come dice un proverbio toscano: “Chi ha la coda di paglia ha sempre paura che gli pigli fuoco”.

### Seconda versione
Altra interpretazione del modo di dire gli attribuisce il significato di persona che non ha la coscienza tranquilla e, di conseguenza, teme di essere scoperto e si allarma alla prima allusione sfavorevole, si discolpa senza essere stato accusato, reagisce d'impulso a critiche o osservazioni.
La probabile origine di questa interpretazione risale alla pratica medievale di umiliare gli sconfitti o i condannati attaccando loro una coda di paglia, con la quale dovevano sfilare per la città a rischio che qualcuno gliela incendiasse come gesto di ulteriore scherno.